# Odo av Gascogne
Odo av Gascogne, även Eudes eller Odon, född 1010, död 10 mars 1039, var regerande hertig av Akvitanien och greve av Poitiers från 1038 till 1039. Han var också hertig av Gascogne från 1032 till 1039. Han förenade hertigdömena Akvitanien och Gascogne, och därmed hela sydvästra Frankrike, i en personalunion 1038. 
Odo var son till Vilhelm V av Akvitanien och Prisca av Gascogne. Han efterträdde 1032 sin morbror Sancho som hertig av Gascogne (fram till 1036 tillsammans med sin kusin Berengar), och tog 1033 kontrollen över grevedömet Bordeaux, huvudresidens för hertigarna av Gascogne. 1038 efterträdde han sin halvbror Vilhelm VI som hertig av Akvitanien. För att få kontrollen över grevedömet Poitiers, som tillhöde Akvitanien, tvingades han strida mot sin före detta styvmor Agnes av Burgund. Han avled då han försvarade Poitiers.  